# Isojärvi (sjö i Multia, Mellersta Finland)
Isojärvi är en sjö i kommunen Multia i landskapet Mellersta Finland i Finland. Sjön ligger 190,5 meter över havet. Den är 11,5 meter djup. Arean är 74 hektar och strandlinjen är 6,31 kilometer lång. Sjön  ingår i Kymmene älvs huvudavrinningsområde.   Den ligger omkring 43 kilometer väster om Jyväskylä och omkring 240 kilometer norr om Helsingfors. 
I sjön finns öarna Puuluoto och Koiraluoto. 